# Rhopaltriplasia anamilleta
Rhopaltriplasia anamilleta är en fjärilsart som beskrevs av Diakonoff 1973. Rhopaltriplasia anamilleta ingår i släktet Rhopaltriplasia och familjen vecklare. Inga underarter finns listade i Catalogue of Life.